# Димитрије Парезан
Димитрије Парезан (Брзан ? — Делиград 1813) је био један од вођа у првом српском устанку. Погинуо је у бици на Мозгову 1813. године.

## Биографија
Милан Ђ. Милићевић о Димитрију Парезану каже:
Димитрије Парезан родио се у селу Брзану у нахији крагујевачкој, а старина му је у селу Комадинама у Старом Влаху...
Димитрије се међу првима прикључио Карађорђу у борби против Турака.

### Битка код Баточине
Димитрије Парезан се прославио у бици код Баточине 1804. године када је Баточина и њена околина ослобођена од Турака. Заузевши Крагујевац 4. априла (23. марта по старом календару) Карађорђе је стигао око поднева 4. априла (23. марта) пред Баточину и опколио је. Турска посада је била састављена од Арбанаса у служби дахија. Вожд је издао наредбе. Димитрије је са својим Лепеничанима био са друге стране Рогота, према Брзану. Ту је направио бусију да чека Турке, без обзира да ли беже из Баточине, или трче овом месту из Јагодине. Срби су нападали све до мрака, али Арбанаси нису попуштали. Карађорђе је након што је опколио Баточину, отишао у Левач да диже устанак и у тај део Србије. Кучук Алија је дознао да је Карађорђе отишао, па пошаље Тосун агу са петсто турских коњаника да се ноћу пробију до Баточине.
Заузевши положаје, 7. априла (26. марта) почео је нов напад устаника. Турци и Арбанаси су одлучили да се повуку према Јагодини где је требало да се састану са Кучук Алијом и да даље наставе према Београду. Међутим на путу према Јагодини, у шуми Рогот чекали су их устаници на челу са Ђуком Филиповићем и Димитријем Парезаном, па су Турци одлучили да излаз траже према Кијеву кроз Кијевски поток.
Карађорђе сачека да се удаље од Баточине, па крене за њима и сутигне их на Кијевачком потоку између Кијева и Доброводице. У окршају падне око четристо Турака. У бици су погинули и Мусеин Ганић и Јусуф-ага Климентић, док се Тосун ага спасио и побегао у Јагодину. Уз то устаници задобију богат плен, између осталог 275 пушака и девет барјака.

### Војводине ране
У пролеће 1809. Вожд је послао поруку Парезану да покупи људе и да крене на Стари Влах. Карађорђе је повео војску коју су састављале смедеревска, крагујевачка, грочанска и делом рудничка, пожешка и ужичка нахија. Димитрију је био посебно драг овај позив, јер је знао да су његови родом из Комадине и било у је драго да је дошло време да се Комадине у Старом Влаху ослободе и да он командује Србима при ослобађању краја одакле потиче његова породица.
Ипак када је дошао близу Ивањице, следило је наређење да се упути ка Новом Пазару. Дошли су у манастир Студеницу. Овде су се лепо помолили одморили, а онда кренули до реке Ибра. Налазили су на мање отпоре турских јединица. Велики одред Турака чекао је јединицу Димитрија Парезана испред самог Новог Пазара. Започела је борба. Удар Турака је био страховит. Нешто од умора, а и мање бројнији, Срби су застали. Ипак Димитрије је наредио јуриш и лепеничани су кренули. Настала је тешка сеча. И Димитрије није могао да избегне ударац сабљом. Турци су разбијени, али Димитрије је био добро посечен.

### Битка на Мозгову и смрт
Димитије Парезан је водио своје Лепеничане и пред крај Првог српског устанка у покушају да спрече Турке да пређу на север. Битка се одиграла 6/19. августа 1813. године. У њој је погинуо војвода Парезан, а његова глава је однета у Цариград. Делови тела тела су разбацани тако да не могу бити сахрањени.